# Дубаев, Лев Александрович
Лев Александрович Дубаев (30 сентября 1928, Баку — 8 января 2015, Москва) — советский и российский поэт, переводчик, выпускник Литературного института.

## Биография
Ученик Сергея Городецкого. Родоначальник московской поэтической школы «Метафорического реализма». Перевёл стихи более 100 поэтов национальных республик — Грузии, Азербайджана, Армении, Калмыкии, Башкирии, Татарии, Тувы, Абхазии, Казахстана, Киргизии, Дагестана и др. Член Союза Писателей СССР с 1979 года. Заведующий редакцией поэзии московского издательства «Современник». Составитель альманахов «Чистые пруды» (изд. «Московский рабочий») и «День поэзии. 1987» (изд. «Советский писатель»).
Умер 8 января 2015 года.

Похоронен на Переделкинском кладбище.

## Семья
- Сын, Дубаев Максим Львович, род. в 1970 в Москве, окончил литературный институт им. Горького, кандидат исторических наук, писатель, поэт, член Союза Писателей, член Международного ПЕН-клуба, лауреат литературных премий имени К. М. Симонова, В. С. Пикуля и других[9][10][11][12].